# Lijn 9 (metro van Barcelona)
Lijn 9 van de metro van Barcelona is een ondergrondse grootstedelijke spoorlijn, geëxploiteerd door het vervoersbedrijf TMB. Het is voorlopig (samen met L10) de enige lijn van de stad met onbemande metrostellen. De lijn wordt op de kaart aangegeven met de kleur oranje. De lijn is ontworpen en vormt een combinatie met L10. Het centrale deel van beide lijnen, tussen de stations Can Tries-Gornal en Bon Pastor, zal over een gedeeld tracé lopen, en enkel in de noordelijke en zuidelijke uiteinden vertakken de lijnen en volgen een verschillende route. 
Anno 2022 zijn 24 stations van lijn 9 in gebruik, verdeeld over twee secties: het noordelijke deel (L9 Nord) heeft een traject van 7,9 km lang met 9 stations, dat de gemeente Santa Coloma de Gramenet en het noorden van Barcelona bedient, het zuidelijke deel (L9 Sud) is 19,6 km lang met 15 stations, en loopt door de zuidelijke districten van Barcelona en de gemeenten L'Hospitalet de Llobregat en El Prat de Llobregat bedient. Zowel in het L9 Sud traject als in het L9 Nord traject zijn enkele stations en een deel van het traject gemeenschappelijk voor L9 en L10.  Het gaat om vier stations in de zuidelijke segmenten, en drie stations in de noordelijke segmenten.
Na indienstname van het ontbrekende centrale deel van de gemeenschappelijke route van L9 en L10 zal lijn 9 een lengte hebben van 47,8 km, waarvan 43,71 km ondergronds. Het wordt een van de langste ondergrondse lijnen in Europa. De openstelling van het gezamenlijk deel wordt niet eerder dan 2028 verwacht. 

## Eerste segment van lijn 9
Het eerste deel van lijn 9 werd in december 2009 in gebruik genomen, een metrolijn met vijf nieuwe stations in de noordelijke voorstad Santa Coloma de Gramenet.  In juni 2010 werd de lijn verlengd met twee stations tot het vervoersknooppunt La Sagrera zodat de lijn ook aangesloten raakte op de rest van het metronetwerk. In september 2011 werd in dit noordelijk segment ook het tussenliggend station Santa Rosa geopend.

## Verbinding met luchthaven in 2016
Op 12 februari 2016 werd ook een tweede segment, het zuidelijk deel van de lijn, in dienst gesteld. Deze opening zorgde ervoor dat beide terminals van de Internationale Luchthaven Barcelona bediend werden door metronetwerk van de stad. Maar het centrale deel van het traject van lijn 9 - dat ook gedeeld wordt met lijn 10 - is nog in aanleg. 
Om vanuit de luchthaventerminals met de metro naar het centrum van de stad te reizen, moet worden overgestapt.  Enerzijds door het ontbrekend deel van lijn 9, maar anderzijds ook omdat het hele tracé van lijn 9 rond het stadscentrum voert. De directe verbinding tussen de terminals en het centrum zal in de toekomst na afwerking van de extensie geleverd worden door lijn 2. Met het in dienst genomen tracé van L9 Sud moet voor het stadscentrum worden overgestapt op lijn 8 in Europa-Fira. Alternatieve overstappen zijn mogelijk via lijn 1 in het station Torrassa, via lijn 5 in het station Collblanc en via lijn 3 in Zona Universitària.

## Bouwmethode

dwarsdoorsnede van de tunnel van lijn 9 (en lijn 10): links een sectie tussen twee stations, rechts een doorsnede ter hoogte van een station, met de positie van de perrons

De constructie van de lijn werd en wordt gerealiseerd met een tunnelboormachine met EPB-schild (Earth Pressure Balance). De geboorde tunnels hebben een diameter van 11,70 meter. dit laat toe bij de bouw van stations, het perron en hulpvoorzieningen binnen dezelfde tunnel te realiseren. De beide rijrichtingen van de lijn worden gerealiseerd in dezelfde tunnel, met een dubbeldekkerprofiel, waarbij de twee richtingen op verschillende niveaus zijn uitgewerkt, de ene op de andere. De meeste stations zijn tussen de 25 en 50 meter onder het straatoppervlak gelegen, om stabiliteits- en verzakkingsproblemen aan het oppervlak te voorkomen. De stations die zich in de diepere delen van de tunnel bevinden, zijn gebouwd door het uitgraven van cirkelvormige putten (uitzondering hier is de put van het station La Salut van lijn 10).

## Stations van Lijn 9 Zuid

Geografisch correcter beeld van het traject van lijn 9 (in het oranje, lijn 10 in het blauw). Ook het korte gemeenschappelijke deel van lijn de toekomstige connectie van lijn 2 met de luchthaven is aangeduid in het paars. De map geeft ook duidelijk weer dat de lijnen 9 en 10 rond het stadscentrum heen lopen.

- Aeroport T1
- Aeroport T2
- Mas Blau
- Parc Nou
- Cèntric
- El Prat Estació
- Les Moreres
- Mercabarna
- Parc Logístic
- Fira
- Europa-Fira (L8)
- Can Tries | Gornal (L10 Sud)
- Torrassa (L1, L10 Sud)
- Collblanc (L5, L10 Sud)
- Zona Universitària (L3)

## Stations van Lijn 9 Noord
- La Sagrera (L1, L5, L10 Nord)
- Onze de Setembre (L10 Nord)
- Bon Pastor (L10 Nord)
- Can Peixauet
- Santa Rosa
- Fondo (L1)
- Església Major
- Singuerlín
- Can Zam